# دروغ (فیلم ۱۹۱۲)
«دروغ» (انگلیسی: The Lie) یک فیلم صامت آمریکایی در سبک جنگی و رمانتیک است که در سال ۱۹۱۲ منتشر شد.